# Ferrieriet

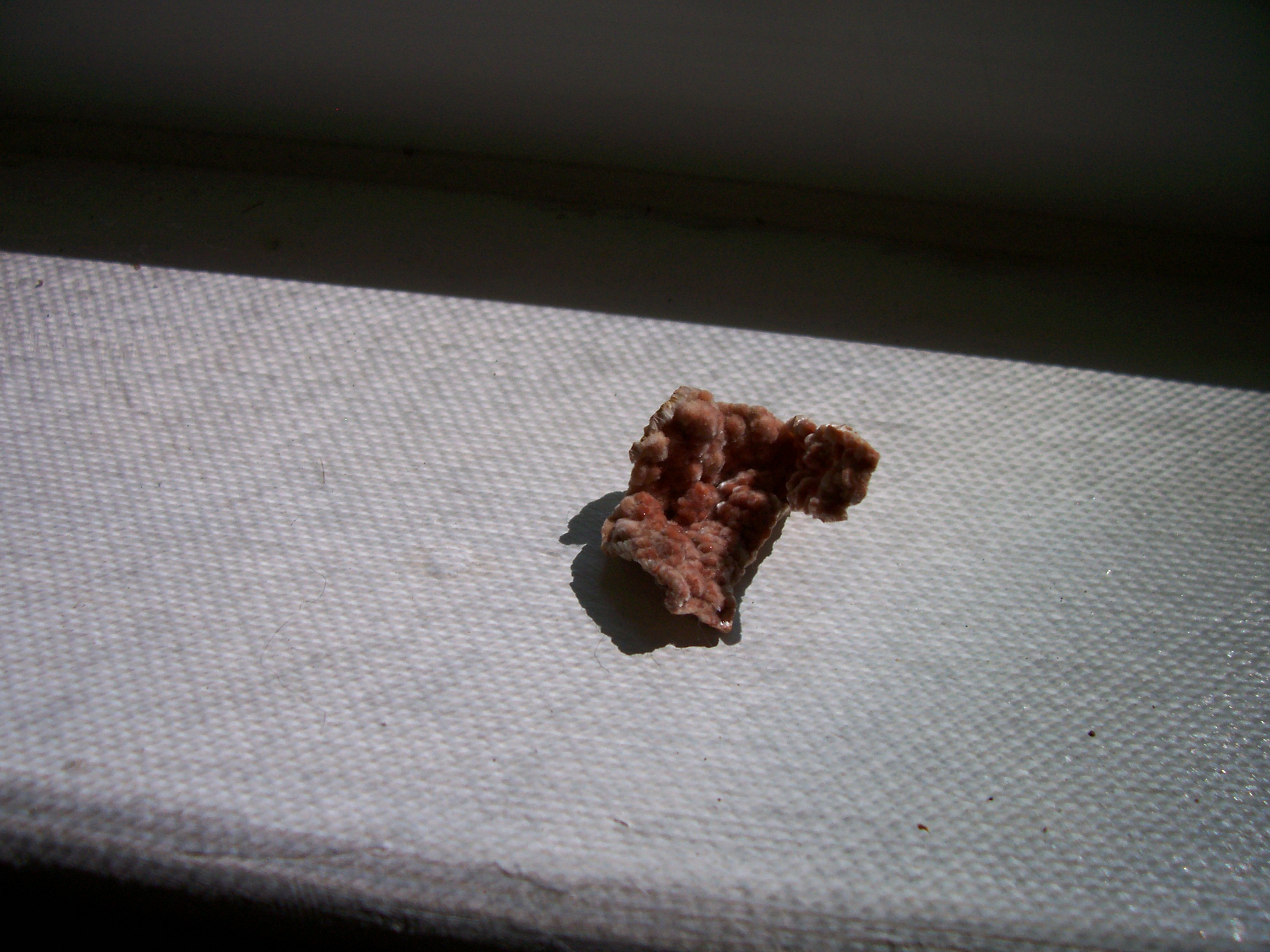
Ferrieriet

Het mineraal ferrieriet is een gehydrateerd magnesium-natrium-kalium-aluminium-silicaat met de chemische formule (Mg,Na,K)2Mg(Si,Al)18O36·9(H2O). Het tectosilicaat behoort tot de zeolieten.

## Eigenschappen
Het kleurloze, witte, roze, oranje of rode ferrieriet heeft een glas- tot zijdeglans, een witte streepkleur, een perfecte splijting volgens het kristalvlak [100] en een imperfecte volgens [001]. De gemiddelde dichtheid is 2,14 en de hardheid is 3 tot 3,5. Het kristalstelsel is monoklien en de radioactiviteit van het mineraal is nauwelijks meetbaar. De gamma ray waarde volgens het American Petroleum Institute is, afhankelijk van de precieze samenstelling tussen 21,19 en 44,70.

## Naamgeving
Het mineraal ferrieriet is genoemd naar de Canadese geoloog en mijnbouwingenieur Walter Frederick Ferrier (1865 - 1950).

## Voorkomen
Het mineraal ferrieriet komt met name voor als verweringsproduct van basalten, als diagenetisch product in ryolitische en tuf-sedimenten en in metamorfe gesteenten. De typelocatie is de Altoona, Washington, Verenigde Staten.